# Ancylocera bruchi
Ancylocera bruchi är en skalbaggsart som beskrevs av Viana 1971. Ancylocera bruchi ingår i släktet Ancylocera och familjen långhorningar. Inga underarter finns listade i Catalogue of Life.